# Кендзежин-Козле
Кендзе́жин-Ко́зле (пол. Kędzierzyn-Koźle, нем. Kandrzin-Cosel, сил. Kandrzin-Kojźly) — город в Польше, входит в Опольское воеводство, центр Кендзежинско-козельского повята (района). Занимает площадь 123,42 км². Население — 64 219 человек (на 2007 год).

## История
Город образован слиянием четырёх населенных пунктов: Козле (Koźle), Кендзежин, Клодница (Kłodnica) и Славе́нцице (Sławięcice).
Первые упоминания в хрониках замка Козле относятся к 1104 году и связаны с именем князя Святополка II оломоуцкого.
Деревня Кендзежин (Канджин) упоминается в немецких хрониках 1283 года. В XIX веке поселок становится индустриальным центром прусской провинции Верхняя Силезия.
Клодница в качестве немецкого (прусского) населенного пункта Клоднитц (Klodnitz) впервые упоминается в 1532 г. В 19 веке Клодниц стал исходным пунктом Клоднитцкого канала, соединившего этот индустриальный район с транспорной артерией на востоке Германии Одером.
Город Славенцице был основан в 1250 году герцогами Оппельнскими в качестве конкурента основанного по соседнему епископатом Вроцлавским города Уязд. Однако уже в 1260 году, благодаря усилиям епископства, город был лишен прав городской автономии и остался герцогским владеним со статусом «хутора». В 15 веке на его территории был построен замок.

## Достопримечательности
Сборное мемориальное кладбище советских воинов, погибших на территории кендзежинского района во время Второй мировой войны.50°20′59″ с. ш. 18°13′22″ в. д.
Парк забытков в Словенцеце

## Спорт
В городе расположен волейбольный клуб ЗАКСА.

## Фотографии

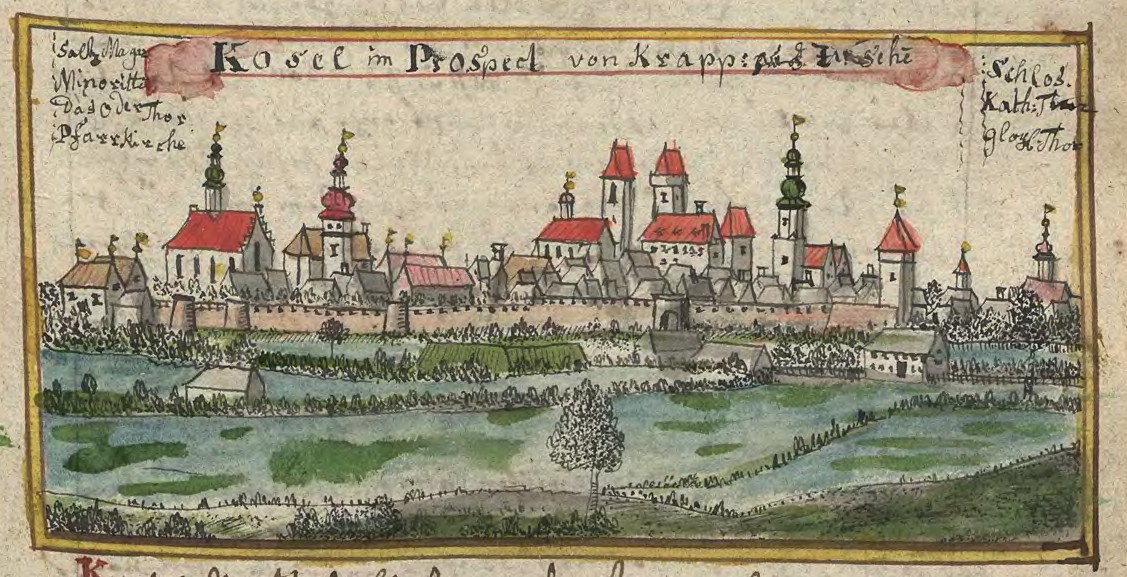
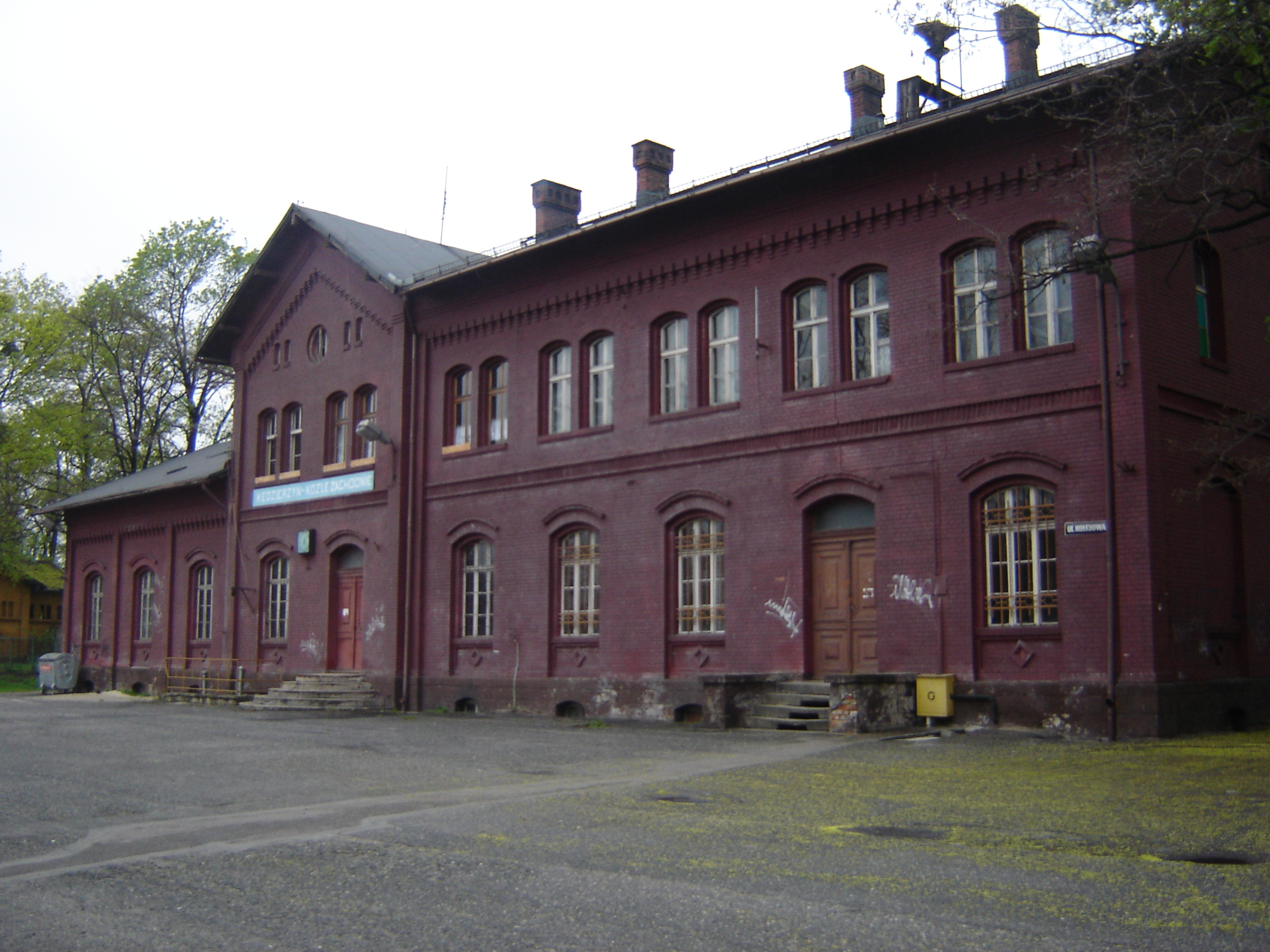
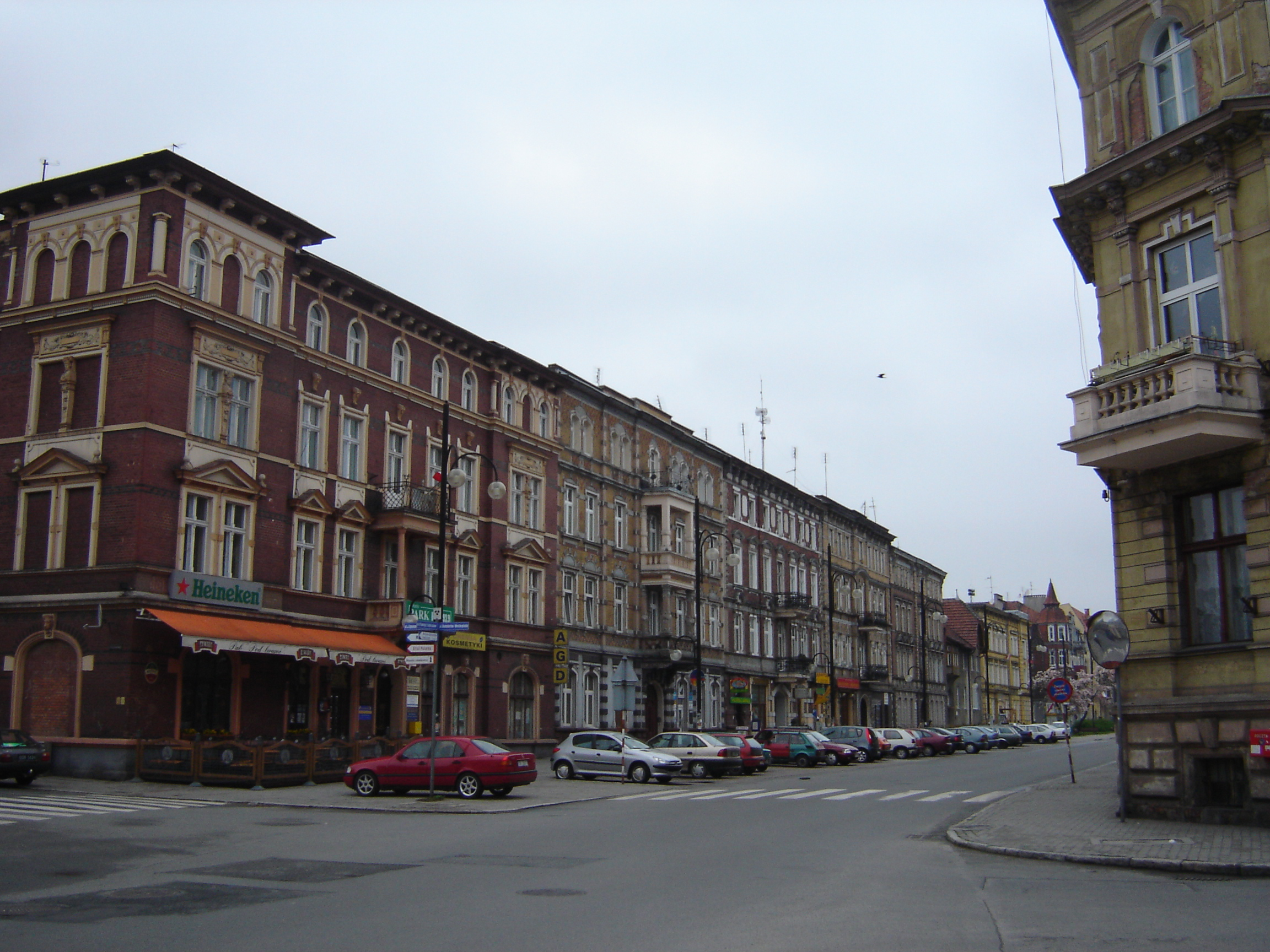